# Takoreta
 (juin 2014).
Takoreta est une commune de Guinée située dans la préfecture de Nzérékoré.